# Elaeocarpus pinosukii
Elaeocarpus pinosukii är en tvåhjärtbladig växtart som beskrevs av R. Weibel. Elaeocarpus pinosukii ingår i släktet Elaeocarpus och familjen Elaeocarpaceae. Inga underarter finns listade i Catalogue of Life.